# Ben Nye
Ben Nye, (o Benjamin Emmet "Ben" Nye, Sr.) (Fremont, 12 gennaio 1907 – Santa Monica, 9 febbraio 1986), è stato un truccatore statunitense.
Nye lavorò per l'industria di Hollywood come truccatore per oltre quattro decenni, dagli anni trenta ai primi anni ottanta, in oltre cinquecento film. Ritiratosi ufficialmente dal cinema nel 1967, fondò la Ben Nye Makeup Company, lasciando la direzione dell'azienda al figlio Dana. Nye morì il 9 febbraio 1986 a Santa Monica, in California, all'età di 79 anni.

## Filmografia
- Turbine bianco (One in a Million), regia di Sidney Lanfield (1936)
- Thank You, Mr. Moto, regia di Norman Foster (1937)
- L'incendio di Chicago (In Old Chicago), regia di Henry King (1938)
- Mysterious Mr. Moto, regia di Norman Foster (1938)
- Suez, regia di Allan Dwan (1938)
- Jess il bandito (Jesse James), regia di Henry King (1939)
- Siamo fatti così (Wife, Husband and Friend), regia di Gregory Ratoff (1939)
- Via col vento (Gone with the Wind), regia di Victor Fleming (1939)
- Lady Eva (The Lady Eve), regia di Preston Sturges (1941)
- I cinque segreti del deserto (Five Graves to Cairo), regia di Billy Wilder (1943)
- Per chi suona la campana (For Whom the Bell Tolls), regia di Sam Wood (1943)
- Take It or Leave It, regia di Benjamin Stoloff (1944)
- Vittoria alata (Winged Victory), regia di George Cukor (1944)
- Nelle tenebre della metropoli (Hangover Square), regia di John Brahm (1945)
- Scandalo a corte (A Royal Scandal), regia di Otto Preminger, Ernst Lubitsch (1945)
- Il cavallino d'oro (Diamond Horseshoe), regia di George Seaton (1945)
- I toreador (The Bullfighters), regia di Malcolm St. Clair (1945)
- La parata dell'impossibile (Where Do We Go from Here?), regia di Gregory Ratoff (1945)
- Down Among the Sheltering Palms, regia di Edmund Goulding (1953)
- Scandalo al collegio (How to Be Very, Very Popular), regia di Nunnally Johnson (1955)